# Gelse
Gelse (horvátul: Gelša) község Zala vármegyében, a Nagykanizsai járásban, a Zalai-dombságban, a Zalaapáti-hát területén.

## Fekvése
Nagykanizsától 17 kilométerre északra fekszik a Principális-csatorna völgyében, a Nagykanizsa-Pacsa közti 7527-es út mentén; utóbbiból itt ágazik ki, központjának északi szélén a 7529-es út, Pölöskefő és Zalaszentbalázs irányába. Területén áthalad a Szombathely–Nagykanizsa-vasútvonal is.

## Története
Az Árpád-kor óta lakott település, első okleveles említése 1280 körüli: Guelse-néven. Más forrás szerint: a falu első írásos említése az 1226-os dátumhoz kapcsolható, már akkor a Gelse alak volt használatos.
Később megjelent a Kyus Gelse (1270), a Gelsa (1320) és 1786-ban a Gölse elnevezés is. A név eredete bizonytalan: talán a szláv gol=csupasz, meztelen szóból származó Galesa, Golisa személynevekkel függ össze, de lehet, hogy a Gellért vagy Gellén név becéző képzős változatából jött létre.
A település a 13. században a zalai vár földje volt, az erőd szolgái éltek itt. Az Anjou-korban felvették a papi tizedjegyzékbe, valószínűleg nagyobb egyházas hely lehetett. 1329-ben – még laktak itt várszolgák – a pécsi káptalan beiktatta Vörös Bánd mestert Gelse, zalai várföld, továbbá Lak és Berzence birtokába, amelyek megszakadás folytán szálltak a királyra. 1334-ben Tamás nevű papját említik a források. 1388-ban Mária királynő – majd Luxemburgi Zsigmond – a Kanizsai családnak adományozta.
A lakosai jobbágyként földműveléssel (elsősorban rozstermesztéssel) és állattenyésztéssel foglalkoztak, de szőlőműveléssel is.
A török korból sok tárgyi emlék került elő, de ugyanerre az időre utal a Török csapás-dűlő elnevezés is. Egyes feltételezések szerint Gelsének vára is volt, amelynek parancsnoka - a szájhagyomány alapján - egy Ördögh nevű kapitány lehetett. Hét gyermeke volt, s innen származik az a mondás, hogy "heten vannak, mint a gelsei ördögök". A török időkben a település elnéptelenedett, a legnagyobb csata 1587 augusztusában zajlott le Gelse és Kacorlak határában. A helységtől északra található a Kapitány-temető, a monda szerint a török elleni harcokban itt esett el egy magyar kapitány.
Gelse a 18. században népesedett be újból. Ezen időszak legszebb emléke az 1786-ban épített új, Sarlós Boldogasszonyról elnevezett, késő barokk templom, amely Gelse legrégibb műemléki védettségű épülete. A templomkertben áll az első és a második világháború áldozatainak emelt emlékmű is.
A község a 19. század végén, a 20. század elején jelentős mértékben fejlődött. Lélekszáma elérte az 1700 főt és a községben jelentős ipari tevékenység folyt. Ehhez hozzájárult a vasútállomás megépítése, mely kedvezően befolyásolta Gelse életét. A 20. század viharai nem múltak el nyomtalanul. Jelentős volt a kivándorlás, a két világháború sok véráldozatot követelt.
A 19. században az egyik jómódú helyi földbirtokos nemes Csertán Sándor (1809–1864) táblabíró, ügyvéd, Zala vármegyei kormánybiztos az 1848–49-es forradalom és szabadságharc alatt, országgyűlési képviselő. Sógora nemes Glavina Lajos (1806–1885) Zala vármegye főispánja, ügyvéd, országgyűlési képviselő, gelsei földbirtokos, a "Zalavármegyei Gazdasági Egyesület" elnöke, a zalai Deák-párt elnöke; neje nemes Csertán Zsuzsanna (1807–1887). Csertán Sándor és Glavina Lajos unokaöccse Séllyey Elek zalai alispánné Csertán Rozália fia Séllyey László (1817–1886), a muraközi járás főszolgabírája, gelsei és lórántházai földbirtokos. Séllyey László lánya a hajadon Séllyey Terézia (1863–1937), földbirtokosnő, a lórántházai és gelsei Sellyey alapítványi gazdaságok létesítője.
A 20. század elején Gelsén lakott Sebestyén Géza (1874–1931), zalai törvényhatósági tag, földbirtokos, akinek Nuszer Irmától született fia dr. Sebestyén József (1911–1973), a keszthelyi járás szolgabírója, gelsei földbirtokos; Sebestyén József neje felsőpataki Bosnyák Mária (1921–1975). Sebestyén Géza és Nuszer Irma további gyermekei: Will Károly erdőmérnökné Sebestyén Mária, akinek a fia Hubert Géza Wells (1934–2022) hollywoodi magyar állatidomár, Sebestyén Klára, dr. nagy-óhaji Vizy András (1912–1979), szociális tanácsadó neje, valamint Sebestyén Pál (1918–1942), okleveles gazda, tüzér hadapród.
1925-ben az elemi népiskola négy tanítóval, négy tanteremben működött. Ebben az évben 28 iparost jegyeztek fel, emellett 80 lóerős gőzmalma, szódavízgyártó üzeme, három vegyes-, valamint két fa- és építőanyag kereskedése és egy borkereskedője volt. 1935-ben 486 gazdaságot számoltak össze. A községben volt posta, hitelszövetkezet, létezett Levente Egyesület, Polgári Lövész Egylet, Önkéntes Tűzoltó Egyesület és Iparoskör is. Helyben volt a körorvos és a körállatorvos székhelye is.
Sokan foglalkoztak földműveléssel, de mivel a lakosság átlagban öt holdon gazdálkodott, többen igyekeztek a vasúton, a postán, vagy Nagykanizsa gyáraiban, üzemeiben munkához jutni. A zsidóüldözések hatására a II. világháború után szinte teljesen eltűnt az iparos és kereskedő réteg.

## Közélete

### Polgármesterei
- 1990–1994: Rácz József (MDF-Szabad…)[13][14]
- 1994–1998: Rácz József (SZDSZ)[15]
- 1998–2002: Rácz József (SZDSZ)[16]
- 2002–2006: Rácz József (SZDSZ)[17]
- 2006–2010: Rácz József (SZDSZ)[18]
- 2010–2014: Szegedi Ferenc (független)[19]
- 2014–2019: Szegedi Ferenc (független)[20]
- 2019–2024: Rácz József (független)[21]
- 2024– : Szegedi Ferenc (független)[1]

## Népesség
A település népességének változása:
| Lakosok száma | 1118 | 1110 | 1098 | 1057 | 980  | 991  | 975  |
|               | 2013 | 2014 | 2015 | 2021 | 2022 | 2023 | 2024 |

A 2011-es népszámlálás idején a nemzetiségi megoszlás a következő volt: magyar 97,7%, cigány 0,72%, német 1,13%. A lakosok 70,7%-a római katolikusnak, 1,43% reformátusnak, 0,54% evangélikusnak, 4,3% felekezeten kívülinek vallotta magát (22,56% nem nyilatkozott).
2022-ben a lakosság 83,9%-a vallotta magát magyarnak, 1,1% németnek, 0,3% cigánynak, 0,2% horvátnak, 0,2% lengyelnek, 0,1-0,1% görögnek, bolgárnak és ukránnak, 3,7% egyéb, nem hazai nemzetiségűnek (15,3% nem nyilatkozott; a kettős identitások miatt a végösszeg nagyobb lehet 100%-nál). Vallásuk szerint 48,2% volt római katolikus, 1,1% református, 0,7% evangélikus, 0,3% görög katolikus, 1,2% egyéb keresztény, 1,7% egyéb katolikus, 4,5% felekezeten kívüli (42,2% nem válaszolt).

## Nevezetességei
- Római katolikus templom

1774-86 között késő barokk stílusban emelték. A szentély kupolás mennyezetén lévő freskója Mária koronázását ábrázolja. 1806-ban festette ifjabb Dorfmeister István, a keresztelő kútnál Keresztelő Szent János freskója látható. A templom oltárképe védett. A templom sarkában első világháborús emlékmű, kertjében a második világháborúban elesett hősök tiszteletére szentelt emlékmű látható.
- II. világháborús emlékmű
- Termálfürdő.[24]
- Turul-szobor[25]

## Híres szülöttei
- 1817-ben Gelsén született Séllyey László, a muraközi járás főszolgabírája, földbirtokos.
- 1833-ban Gelsén született bocsári Svastits Benő Zala vármegye főispánja, földbirtokos, zalavölgyi vasút alelnöke, 1848-as honvédhadnagy, a "Zalavármegyei Gazdasági Egyesület"nek a tagja.
- 1875-ben Gelsén született Landler Jenő a munkásmozgalom egyik kiemelkedő alakja.[26]
- 1877-ben Gelsén született Landler Ernő (halála – Moszkva, butovói kivégzőhely, 1938. június 3.) ügyvéd, pártmunkás, Landler Jenő öccse.
- 1911–ben Gelsén született dr. Sebestyén József, a keszthelyi járás szolgabírója, gelsei földbirtokos, a Vízügyi Tudományos Kutató Intézet munkatársa.
- 1950-ben Gelsén született Németh Sándor, a Hit Gyülekezete vezető lelkésze.